# GN-008 熾天使GUNDAM
GN-008 熾天使GUNDAM（英語：GN-008 Seravee Gundam），為日本科幻動畫作品《機動戰士GUNDAM 00》中登場的機動戰士（Mobile Suit），由提耶利亞·厄德所駕駛。

## 介紹
天上人的第四世代GUNDAM之一，於2312年首次登場，是新生天上人的三台第3.5世代GUNDAM中最早投入實戰之機體。
本機為GN-005 德天使GUNDAM的後繼機，同為重裝型GUNDAM，但基本性能較前一代更為提高。作為德天使GUNDAM概念的發展型，同樣也裝備了大型粒子砲，以對應艦隊戰和要塞戰。
本機背部隱藏著巨大的GUNDAM臉，臉部出現之狀態稱為「Face Burst Mode」，在GN粒子輸出功率大幅提升時啟動。主武裝是GN火箭砲Ⅱ和4門GN加農砲，可以改變組合，產生不同的攻擊手法。
本機設有特殊能力，但在與天上人超級電腦Veda失去連結的狀態下，無法使用。
名稱源自於九大天使階級之一的「熾天使」（希臘語：Seraphim）。

## 重要戰鬥史

### 第二季

#### 第1話
首次出擊，並進行於宇宙殖民地「榮耀」的救援任務，拯救了即將敗陣之GN-001RE 能天使GUNDAM修補版。

#### 第14話
隱藏機體天使長GUNDAM首度現身，擊墜變革者機體「加萊佐」及其駕駛員布林格。

#### 第19話
與變革者機體「加迪薩」交戰，首次同時使用六把GN光束軍刀，並將其擊墜。駕駛員里凡穆駕駛核心戰機逃脫時，被天使長GUNDAM俘虜。

#### 第23話
與變革者機體「加迪薩」及「加萊佐」交戰，於二機使用「Trans-AM」系統後被斬去雙臂，墜落至變革者宇宙要塞「天上人」表面。

### 劇場版
被回收後修補，改良成為GN-008RE 熾天使GUNDAM II，並作為後繼機CB-002 療天使GUNDAM之追加裝備。
在ELS之戰中，由提耶利亞遙距控制，並拔出正被ELS侵蝕之00強化模組容器型的駕駛艙。
最後，機體同樣被ELS侵蝕，而與00強化模組容器型一同自爆。

## 裝備

### 武裝

#### GN火箭砲II
改良自德天使GUNDAM的GN火箭砲（英語：GN Bazooka II），熾天使共搭載兩把。
平時與GN加農砲連用進行輪番射擊或是齊射，兩挺火箭砲可合體成為「雙重火箭砲」（英語：Double Bazooka；港譯：GN雙聯大砲），其中央能進一步展開成為「重火力模式」（英語：Burst Mode；港譯：爆發模式）。
- 重火力模式下，肩部GN加農砲連結後為「雙管重火力火箭加農砲」（英語：Twin Burst Bazooka Cannon）。
- 單管模式下，與肩部的GN加農砲連結後為「破壞加農砲」（英語：Buster Cannon）。
- 兩門火箭砲同時連結兩肩的加農砲為「雙重破壞加農砲」（英語：Twin Buster Cannon)。
- 如開啟Trans-AM系統，並連同四門GN加農砲使用，稱為「超絕重火力模式」（英語：Hyper Burst Mode；港譯：超爆發模式）；可發射威力驚人的大型火球，其威力之大除了能融解死兆砲的堅硬裝甲之外，甚至能彈開向其發射的光束攻擊。

#### GN加農砲
改良自德天使GUNDAM的GN加農砲，2門在肩上，2門在膝蓋上。
4門GN加農砲皆有隱藏手臂，內藏GN粒子束軍刀；可與GN火箭砲II連動，發揮出多樣化的攻擊手段。
在GN-008GNHW/B 熾天使鋼彈 GNHW/B呈現新設計型號裝置於腰部兩側，和普通的GN加農砲一樣能攻擊敵機，與其他武裝連動，強化火力；唯一不同之處就是沒有隱藏手臂及GN光束軍刀。

#### GN粒子束軍刀
熾天使配有6把GN粒子束軍刀；兩把收納於手腕裝甲內，四把各藏在四門GN加農砲的隱藏手臂中。
對於以砲擊為主要攻擊模式的熾天使，粒子束軍刀只是預備性的裝備而已；但藉由伸出隱藏在GN加農砲中的粒子束軍刀，能使近身戰鬥力提高，從而令戰術運用更為豐富。
駕駛員甚至可以與隱藏手臂連動，同時使用六把光束軍刀，以極為罕見的「六刀流」壓制對手。

#### GN力場
GN力場為沒有裝備盾牌的熾天使GUNDAM防禦敵機攻擊時使用的武裝。
GN力場幾乎能夠防禦從實體彈到粒子束的所有類型攻擊；雖然GN粒子消耗量龐大，但由於背部之巨大GUNDAM臉能迅速輸出GN粒子，因此力場啟動所需時間遠較德天使GUNDAM為短。

### 特殊裝置

#### GN-Drive
與第三世代GUNDAM和其他第四世代GUNDAM不同，熾天使的GN-Drive放置在背後的GUNDAM臉內；這是考慮到背部隱藏機體（天使長GUNDAM）分離主體時，能作為動力來源。
在兩者分離時，GN-Drive位置在天使長鋼彈，且由於機體內藏大型電容器，因此與GN-Drive分離後仍能在一定時間內繼續行動。

#### Trans-AM系統
新生天上人的第四代GUNDAM共通的設計，各機均以使用Trans-AM系統為前提而進行設計。
同時，與舊世代機體使用Trans-AM系統時主要是提升機動性相比，現在則可以依不同機體特性而強化不同能力。
熾天使的Trans-AM系統主要為提高GN火箭砲Ⅱ及GN加農砲的輸出威力，提升火力。

#### 巨臉爆發模式
巨臉爆發模式（英語：Face-burst Mode）將背包隱藏的巨型鋼彈臉展開後的模式。
在此模式下可以將儲存的GN粒子在短時間內高度壓縮後放出，同時也能提高GN-Drive的輸出功率，藉此強化GN火箭砲II與GN加農砲的火力、GN力場的強度以及機體手臂的臂力。熾天使引以為傲的超絕重火力模式就是在Trans-AM模式下發動巨臉爆發的成果。

## 隱藏機體

### GN-009 天使長GUNDAM
GN-009 天使長GUNDAM（英語：Seraphim Gundam）為GN-004 中性鋼彈的後繼機，由熾天使鋼彈的背包分離變形而成。太陽爐安裝在天使長GUNDAM內部，並不具有駕駛艙，由提耶利亞的腦量子波進行控制。
- 類型：重火力可變型MS
- 駕駛員：提耶利亞·厄德
- 高：16.6公尺
- 重量：27.4公噸
- 機體武裝：
  - GN光束軍刀（GN Beam Saber）×6
  - GN大炮Ⅱ型（GN Bazooka Ⅱ）×2
  - GN加農炮（GN Cannon）×2
  - GN力場（GN Field）

- 後加武裝：
  - GN加農炮（GN Cannon）×2

- 特殊裝備：
  - Trans-AM系統
  - 審判領域（Trial Field）
  - 臉型粒子爆發模式（Face Burst Mode）

- 設計者：柳瀨敬之

## 支援機體

### GN-00902 閃式
閃式（英語：SEM）為由天使長GUNDAM衍生开发的小型无人MS。
「SEM」是「Seraphim」的縮寫，也是聖經的諾亞方舟中諾亞的三位兒子的其中一人。
原本作为熾天使GUNDAM GNHW/3G的携行装备，脱离本体后，可以由驾驶员脑量子波控制。
在启动审判系统时，藉由GN-009 天使長GUNDAM及兩台SEM，扩大影响范围与增强效果。熾天使GUNDAM本體，以及兩部SEM透過量子通信，由天使長GUNDAM進行遠端遙控。
但由于此时天人失去Veda支援，兩部SEM的製造較為困難，再加上提耶利亞當時處於無法與吠陀連接的狀態中，因此SEM對於熾天使GUNDAM而言，無非只是累贅，甚至可能在奪回吠陀之前就被擊墜，导致本机形同废铁，而废除开发案，没有正式投产。

## 變化型

### GN-008GNHW/B 熾天使GUNDAMGNHW/B
追加的GN加農砲（沒有隱藏手臂及GN粒子束軍刀）裝置於腰部兩側，GN力場強化裝置之位置和數量，皆與第三世代的德天使GUNDAM相同。
型號中的「GNHW」是「GN Heavy Weapon」（GN重型武裝）的意思，「B」是粒子束（英語：Beam）。
- 武裝：
  - GN火箭砲Ⅱ（GN BazookaⅡ）×2
  - GN加農砲（GN Cannon）×6
  - GN粒子束軍刀（GN Beam Saber）×6
  - GN力場（GN Field）

- 特殊裝置：
  - 大型GN容器（Large GN Condenser）×4
  - GN推進器（GN Vernier）×2
  - GN力場強化裝置（GN Field Occurrence Strengthening Part）×4
  - Trans-AM系統（Trans-AM System）

### GN-008GNHW/3G 熾天使GUNDAMGNHW/3G
熾天使GUNDAM的GN重型武裝追加方案之一。
一般說法為型號中的「GNHW」是「GN Heavy Weapon」（GN重型武裝）的意思，「3G」是3台GUNDAM（英語：3 Gundam）。
- 高度：18.2公尺
- 重量：121.2公噸（廣域制壓機追加裝備重量54公噸）
- 武裝：
  - GN火箭砲Ⅱ（GN BazookaⅡ）×2
  - GN加農砲（GN Cannon）×8
  - GN粒子束軍刀（GN Beam Saber）×8
  - GN粒子束機槍（GN Beam Machine Gun）×2
  - GN盾牌（GN Shield）×2
  - GN力場（GN Field）

- 特殊裝置：
  - Trans-AM系統（Trans-AM System）

### GN-008RE 熾天使GUNDAM II
裝備於新型CB-002 療天使鋼彈背部的機體，以於前次大戰中破損的熾天使鋼彈修補而成，塗裝從白色改為黑色，動力源改為三座GN-Drive[τ]。
本機沒有駕駛艙，須由提耶利亞以腦量子波操作；武裝包括兩把GN火箭炮及兩把GN光束軍刀。